# Národní park Arusha
Národní park Arusha (svahilsky Hufadhi ya Arusha, anglicky Arusha National Park) je jedním z 18 národních parků na území Tanzanie ve východní Africe.

## Historie
Národní park byl původně založen jako Ngurdoto Crater National Park v roce 1960, název Arusha National Park získal v roce 1967, kdy se součástí jeho území stal masív Mount Meru. V roce 2005 po připojení přírodní rezervace, zahrnující lesy na východním úpatí Mount Meru, se rozloha parku zvětšila na 552 km2.

## Předmět ochrany
Třemi nejvýznamnějšími lokalitami na území národního parku jsou masív aktivní sopky Mount Meru (4566 m n. m.), druhé nejvyšší hory Tanzanie, dále kráter Ngurdoto s bažinami a jezera Momella ve východní části parku. Kráter Ngurdoto, kterému se přezdívá "mini Ngorongoro" , je nejpřísněji chráněným územím v parku, do kterého turisté nemají přístup. Je povoleno pouze pozorovat život v této lokalitě z několika plošin, umístěných na okraji kráteru. Momella jsou skupina jezer s alkalickou vodou, vyvěrající z jejich dna. Na území národního parku, na jižních svazích masívu Mount Meru, pramení celá řada potoků a říček.

### Fauna
Typickými obyvateli lesů v národním parku jsou černobílé guerézy (colobus), opice z čeledi kočkodanovitých. Na bahnitém dně kráteru Ngurdoto se v hojné míře vyskytuje prase savanové a buvol africký. Velmi pestré je složení fauny u jezírek Momella, kde žije nejen velké množství plameňáků, ale i různé druhy savců - žirafy, levharti, hyeny, zebry, dikdikové, bahnivci a další.

## Dostupnost
Národní park je vzdálen cca 40 minut jízdy autem z města Arusha a asi 60 km (1 hodinu jízdy) od letiště Kilimanjaro International Airport. Vstup do parku je zpoplatněn (dospělí nad 16 let 45 USD, děti do 15 let 15 USD, pěší návštěvníci platí 20/10 USD). Výstup na vrchol Mount Meru trvá 4 dny a je považován za dobrou přípravu pro výstup na Kilimandžáro. Nejlepší výhledy jsou v době od prosince do února, březen až červen a říjen až prosinec jsou obdobími dešťů. Výstup na Mount Meru je oficiálně povolen jen turistům v rámci organizovaných skupin, což představuje četné další poplatky za průvodce, noclehy, nosiče apod.